# Kabinett Berstett
Das Kabinett Berstett  bildete vom 15. Juli 1817 bis zum 29. Dezember 1830 die Landesregierung von Baden.
| Amt                                                                | Name |
| ------------------------------------------------------------------ | --- |
| Kabinetts- und Staatsminister als Präsident des Staatsministeriums | Wilhelm Freiherr von Berstett seit dem 17. Juni 1820 |
| Äußeres und großherzogliches Haus                                  | Wilhelm Freiherr von Berstett |
| Inneres                                                            | Vakant; lediglich geschäftsführend: Ministerialdirektor Ernst Freiherr von Sensburg vom 15. Juli 1817 bis zum 1. Mai 1820                                           |
| Inneres                                                            | Daniel Gulat von Wellenburg vom 1. Mai 1820 bis zum 24. Dezember 1821                                                                                               |
| Inneres                                                            | Karl Christian Freiherr von Berckheim vom 24. Dezember 1821 bis zum 29. Dezember 1830                                                                               |
| Justiz                                                             | Ludwig Wilhelm Freiherr von Hövel bis zum 15. April 1819 |
| Justiz                                                             | Karl Freiherr von Zyllnhardt vom 3. November 1822 bis zum 27. Juni 1828                                                                                             |
| Finanzen                                                           | Vakant; lediglich geschäftsführend: Ministerialdirektor Ernst Freiherr von Sensburg bis zum November 1817 Staatsrat von Dawans vom November 1817 bis zum April 1819 |
| Finanzen                                                           | Karl Friedrich Freiherr von Fischer vom 15. April 1819 bis zum 10. Oktober 1821                                                                                     |
| Finanzen                                                           | Christian Friedrich von Boeckh seit dem 14. Oktober 1821 |
| Krieg                                                              | Konrad Freiherr von Schäffer |